# ロシア・レイルウェイズ・カップ

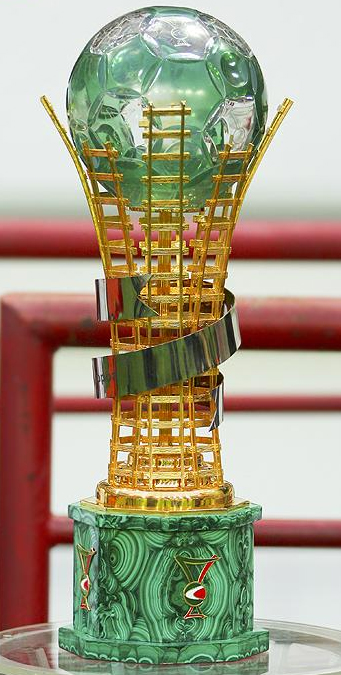
ロシア・レイルウェイズ・カップ

ロシア・レイルウェイズ・カップ（ロシア語: Кубок РЖД, 英語: Russian Railways Cup または RZD Cup）は、ロシアのモスクワで毎年8月に行われるサッカーのプレシーズントーナメントである。ロコモティフ・モスクワが主催し、ロシア鉄道が冠スポンサーについている。
2007年の第1回大会では準決勝ではPSVアイントホーフェンがACミランをPK戦で破り、レアル・マドリードがロコモティフ・モスクワに前半0-2とリードされたが5-2で破り決勝に進んだ。決勝ではアイントホーフェンが2-1で勝利し優勝した。3位決定戦ではACミランが残り10分から2得点をあげてPK戦の末3位となった。
2008年の第2回大会では決勝でセビージャFCがロコモティフ・モスクワを3-0で破り優勝した。

## 歴代大会結果
| 年   | 優勝                  | 準優勝                 | 3位        | 4位                    |
| ---- | --------------------- | ---------------------- | ---------- | ---------------------- |
| 2007 | PSVアイントホーフェン | レアル・マドリード     | ACミラン   | ロコモティフ・モスクワ |
| 2008 | セビージャ            | ロコモティフ・モスクワ | チェルシー | ACミラン               |